# Газогін Ямал — Європа

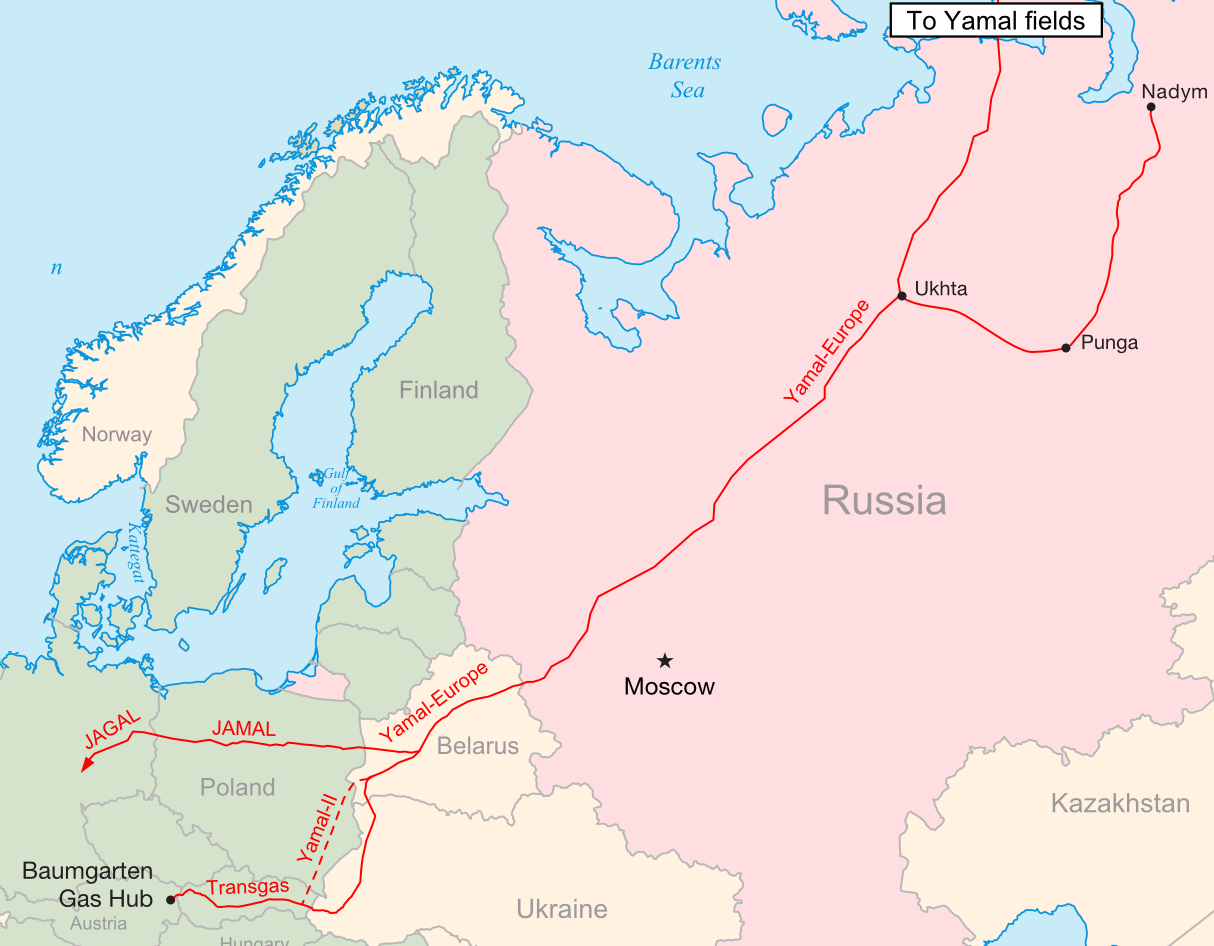
Схема маршруту газогону

Газогін Ямал — Європа — російський магістральний експортний газогін завдовжки 4196 км, побудований підприємством Ленгазспецстрой. Поєднує газові родовища півночі Західного Сибіру з кінцевими споживачами в Західній Європі.

## Історія
Планування газогону Ямал-Європа розпочато у 1992, підписання міжурядової угоди між Росією, Білоруссю і Польщею відбулося у 1993 році. У 1994 році Wingas, спільне підприємство Газпрому і Wintershall, дочірнього підприємства BASF, розпочало будівництво німецької секції газогону. Перший газ був доставлений в Німеччину білорусько-польським коридором у 1997 році. Білоруська та польська секції були завершені у вересні 1999 року. У 2005 постачання газу газогоном досягло проектних позначок — 33 млрд м³ природного газу, після завершення будівництва всіх компресорних станцій.
У серпні 2021 року вартість природного газу у Європі сягнула історичного рекорду, перевищивши 540 доларів за тисячу кубометрів на тлі потужного вибуху 5 серпня на заводі «Газпромпереробки» в місті Уренгой (найбільшому газопереробному підприємстві в Ямало-Ненецькому автономному окрузі, там видобувається 80 % експортного російського газу). Одразу після інциденту було зафіксовано зниження обсягів транзиту газу по газопроводу «Ямал — Європа»: поставки палива до Німеччини скоротилися вдвічі — з 2 до 1 мільйона кубометрів. Великих збитків завдано довкіллю, зафіксовані великі викиди продуктів згоряння газового конденсату, газу і нафти.
У ніч на 30 березня 2022 року перекачування газу газогоном було зупинено.

## Маршрут
Починається в газотранспортному вузлі у місті Торжок (Тверська область). Проходить через територію Росії (402 км), Білорусі (575 км), Польщі (683 км) та Німеччини. Кінцева західна точка газогону «Ямал-Європа» — компресорна станція «Малнів» (в районі м Франкфурт-на-Одері) поблизу німецько-польського кордону, де його підключено до газогону JAGAL
Незважаючи на назву, газогоном постачається газ з газових родовищ в Надим-Пур Тазовського району Тюменської області, а не з півострова Ямал. Газ буде постачатися з Бованенковського родовища на півострові Ямал після будівництва газогону завдовжки 1100 км Бованенково-Ухта, частини проекту Ямал

## Технічні характеристики
Загальна довжина газопроводу Ямал — Європа перевищує 2000 км, діаметр — 1420 мм. Проектна потужність — 32,9 млрд м³ газу на рік. Кількість компресорних станцій на газопроводі — 14 (3 — у Росії, 5 — у Білорусі, 5 — у Польщі та 1 — у Німеччині)